# Números de Keith
En el campo de la matemática recreativa, los números de Keith (también conocidos en inglés como repfigit numbers (repetitive Fibonacci-like digit)) son los números que se encuentran en la siguiente sucesión entera:
14, 19, 28, 47, 61, 75, 197, 742, 1104, 1537, 2208, 2580, 3684, 4788, 7385, 7647, 7909, 31331, 34285, 34348, 55604, 62662, 86935, 93993, 120284, 129106, 147640, 156146, 174680, 183186, 298320, 355419, 694280, 925993, 1084051, ... (sucesión A007629 en OEIS) 
Los números de Keith fueron introducidos por el matemático estadounidense Mike Keith en 1987. Estos números son, en un sentido computacional, muy difíciles de encontrar: solo se conocen unos 100 de ellos y hay solo 71 menores de 1019.

## Introducción
Para determinar si un número entero positivo N, de n cifras, es un número de Keith, se crea una sucesión entera de estilo similar a la de Fibonacci. Esta sucesión tiene como primeros términos los n dígitos decimales de N, ordenándose desde el dígito más significativo. Se continúa la sucesión, donde cada término es la suma  de los anteriores n números. Por definición, N es un número de Keith si N aparece en la secuencia construida.
Analizando un ejemplo:
Considerar el número de 3 dígitos N = 197. La secuencia a construir será:
1, 9, 7, 17, 33, 57, 107, 197, 361, ...
Se observa que 197 se encuentra en la sucesión. Por tanto, se afirma que 197 es un número de Keith.

## Definición
Un número de Keith es un entero positivo  N que aparece como un término en una relación de recurrencia lineal, en donde los términos iniciales son sus dígitos decimales propios. Dado un número de n dígitos
{\displaystyle N=\sum _{i=0}^{n-1}10^{i}{d_{i}},}
Se construye una sucesión {\displaystyle S_{N}} cuyos términos iniciales son {\displaystyle d_{n-1},d_{n-2},\ldots ,d_{1},d_{0}} (los dígitos significativos del número de Keith). Un término cualquiera de la sucesión se obtiene sumando los previos n números. Si el número N se encuentra en la sucesión {\displaystyle S_{N}} construida, se afirma que N es un número de Keith.
Los números de un dígito poseen la propiedad explicada. Son normalmente excluidos.

## Encontrando números de Keith
Es materia de especulación y discusión la existencia de infinitos números de Keith. Los números de Keith pueden ser considerados como "extraños" debido a su dificultad para encontrarlos. Pueden ser encontrados por búsqueda exhaustiva, no existiendo un algoritmo eficaz conocido a la fecha.
Según Keith, se pueden encontrar, en promedio, {\displaystyle \textstyle {\frac {9}{10}}\log _{2}{10}\approx 2.99}. Los resultados obtenidos a la fecha apoyan dicha teoría.

## Ejemplos
La siguiente sucesión presenta a los números de Keith. Al ser computacionalmente difíciles de encontrar, no se descarta el encontrar más números.
Los primeros números conocidos son:
14, 19, 28, 47, 61, 75, 197, 742, 1104, 1537, 2208, 2580, 3684, 4788, 7385, 7647, 7909, 31331, 34285, 34348, 55604, 62662, 86935, 93993, 120284, 129106, 147640, 156146, 174680, 183186, 298320, 355419, 694280, 925993, 1084051, 7913837, 11436171, 33445755, 44121607, 129572008, 251133297.

## Otras bases
Se pueden analizar las propiedades de los números de Keith en otras bases. Por ejemplo, la sucesión de números de Keith en base 12 es:
11, 15, 1Ɛ, 22, 2ᘔ, 31, 33, 44, 49, 55, 62, 66, 77, 88, 93, 99, ᘔᘔ, ƐƐ, 125, 215, 24ᘔ, 405, 42ᘔ, 654, 80ᘔ, 8ᘔ3, ᘔ59, 1022, 1662, 2044, 3066, 4088, 4ᘔ1ᘔ, 4ᘔƐ1, 50ᘔᘔ, 8538, Ɛ18Ɛ, 17256, 18671, 24ᘔ78, 4718Ɛ, 517Ɛᘔ, 157617, 1ᘔ265ᘔ, 5ᘔ4074, 5ᘔƐ140, 6Ɛ1449, 6Ɛ8515, ...

## Grupos de Keith
Un grupo de Keith es un conjunto de números de Keith tal que uno (o más números) son múltiplo  de otro. Por ejemplo,
(14, 28), (1104, 2208), y (31331, 62662, 93993). Estos son posiblemente los únicos tres ejemplos de un grupo de este tipo.